# هبة الله الوزن
هبة الله الوزن (مواليد 14 سبتمبر 1976) هي لاعبة رماية أولمبية مصرية، شاركت في الأولمبياد مرة واحدة في دورة سيدني 2000.

## المشاركة الأولمبية

### سيدني 2000
| الحدث            | التصفيات | التصفيات | النهائي  | النهائي  |
| الحدث            | النتيجة  | الترتيب  | النتيجة  | الترتيب  |
| ---------------- | -------- | -------- | -------- | -------- |
| 10 متر مسدس هواء | 379      | 16 م     | لم تتأهل | لم تتأهل |

## روابط خارجية
- هبة الله الوزن على موقع اللجنة الأولمبية الدولية (الإنجليزية)
- هبة الله الوزن على موقع أوليمبيديا (الإنجليزية)